# هاري لوران
هاري لوران (بالإنجليزية: Harry John Laurent)‏ هو عسكري نيوزيلندي، ولد في 15 أبريل 1895 في إقليم تاراناكي في نيوزيلندا، وتوفي في 9 ديسمبر 1987 في هاستينجس في نيوزيلندا.